# Alchemilla obtusa
Alchemilla obtusa es una especie de planta del género Alchemilla, perteneciente a la familia Rosaceae.

## Taxonomía
Alchemilla obtusa fue descrita por Robert Buser en 1895.

## Distribución
Se encuentra en el territorio centro y sudeste de Europa hasta Siberia Occidental y Asia Central.